# Wietzepark
Der Wietzepark ist ein 56 Hektar großer Landschaftspark in der Stadt Langenhagen und der Gemeinde Isernhagen in der Region Hannover. Der Landschaftspark liegt nördlich von Hannover zwischen Langenhagen und Isernhagen in der zum Naturraum „Hannoversche Moorgeest“ gehörenden Niederung der Wietze.

## Geschichte
Der Wietzepark wurde seit Herbst 2000 auf einer ursprünglich landwirtschaftlich genutzten, rund 30 Hektar großen Fläche auf dem Gebiet der Stadt Langenhagen westlich der Wietze angelegt. 2001 schloss sich die Gemeinde Isernhagen der Idee an, einen Landschaftspark als Naherholungsgebiet zu entwickeln. Sie steuerte eine ebenfalls rund 30 Hektar große Fläche östlich der Wietze zu dem Projekt bei. Auf Isernhagener Gebiet begann die Anlage des Parks 2004. Er konnte 2005 eröffnet werden. Weitere Abschnitte wurden in den Folgejahren gestaltet. Der Landschaftspark auf Langenhagener Gebiet war 2006 weitestgehend fertiggestellt. Beide Parkbereiche sind durch Brücken über die Wietze im Süden und Norden miteinander verbunden.

## Landschaftspark
Der Wietzepark besteht aus mehreren Bereichen. Im Westen am Stadtrand von Langenhagen wurden Obstgärten und mit Bäumen bestandene Flächen angelegt, die den Übergang zwischen besiedelten Gebieten und der freien Landschaft bilden. Daran schließt sich ein großer Wiesenbereich an, der von einigen Baumreihen durchzogen ist. Im Bereich der Wietze wurde das Geländeniveau an beiden Ufern abgesenkt, um so einen naturnahen, von feuchten Standorten geprägten Bereich zu schaffen. Dieser Bereich wird von einem Wechsel aus Gehölzen, Wasserflächen und temporären Kleingewässern geprägt. Im Osten schließt sich der Hufeisensee Wietzepark an.
Die beiden Teile des Parks sind durch zwei Brücken über die Wietze miteinander verbunden, die in den Jahren 2004 und 2005 errichtet wurden. Die beiden baugleichen Brücken befinden sich im Norden und im Süden des Parks. Sie sind 11,5 Meter lang und 2,21 Meter breit und als Geh- und Radwegbrücken ausgelegt.
Bei der Anlage des Landschaftsparks wurde bewusst auf ein Nebeneinander klar geometrisch gestalteter Bereiche im Westen des Parks auf Langenhagener Gebiet, wo gerade Wege und Rondelle, Staudenbeete und ein kleiner See angelegt wurden, und naturbelassener Bereiche entlang der Wietze gesetzt. Die naturnahen Bereiche am linken Ufer der Wietze wurden 2002 gestaltet. Die Gestaltung des naturnahen Bereichs am rechten Ufer der Wietze folgte bis 2009. Der kleine See im Südosten des Parks auf Langenhagener Gebiet entstand 2003.
Der Wietzepark ist von Langenhagen und dem Isernhagener Ortsteil Niedernhägener Bauerschaft aus erreichbar. Im Süden des Parks sind Parkplätze für Fahrzeuge vorhanden. Ebenfalls im Süden des Parks befinden sich zwei Bushaltestellen. Der Park liegt an der Route 9 der Fahrradregion Hannover.

## Hufeisensee

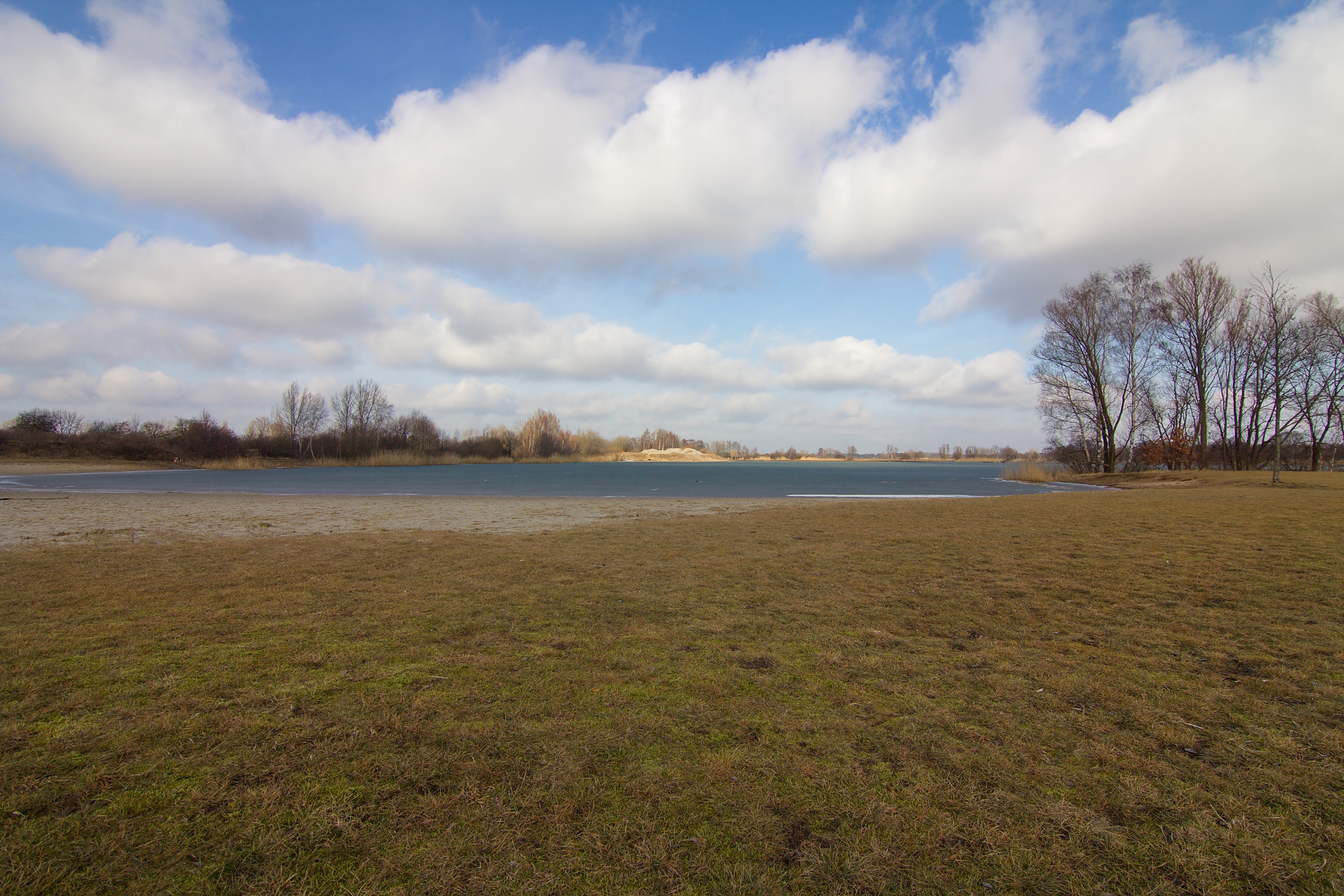
Blick auf den Hufeisensee

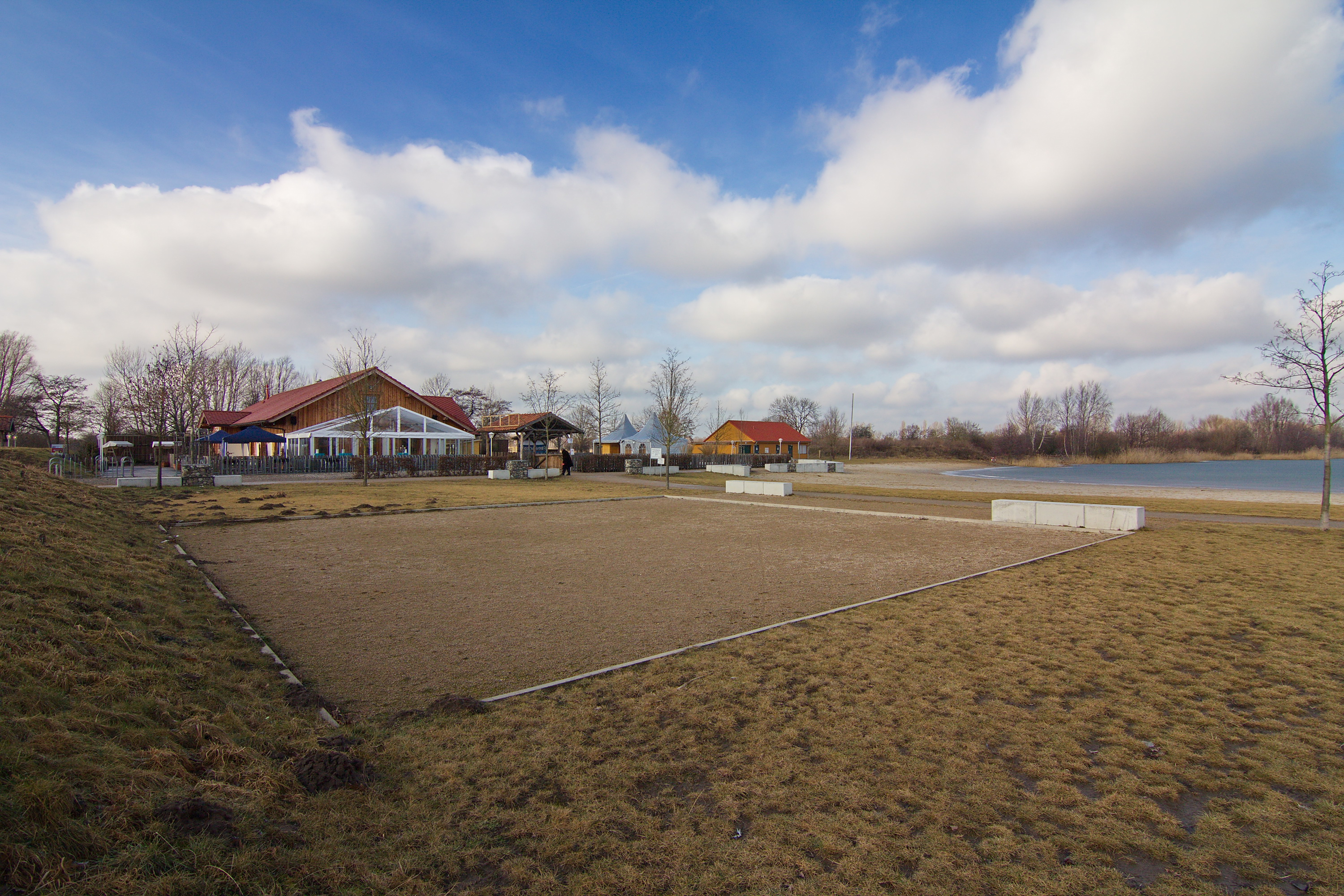
Südufer des Hufeisensees mit Gastronomiegebäude

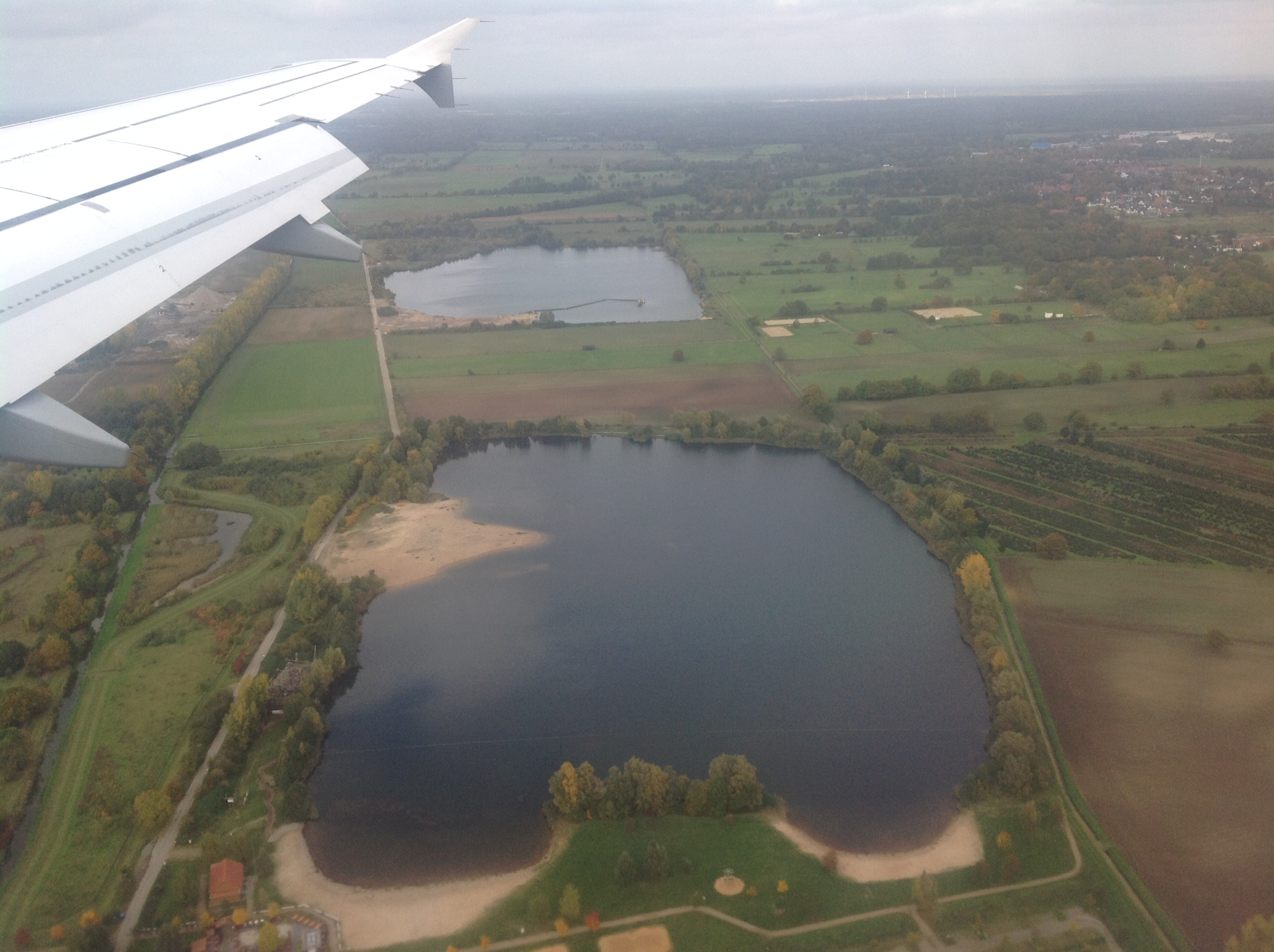
Luftbild in Richtung Norden

Der Hufeisensee ist ein durch Kiesabbau entstandenes Gewässer in der Gemeinde Isernhagen. Der 11,7 ha große See liegt im östlichen Teil des Wietzeparks westlich des Isernhagener Ortsteils Niedernhägener Bauerschaft.
Der bis zu 20 m tiefe Hufeisensee ist grundwassergespeist. Er wurde 2005 als Badesee freigegeben. Im Süden des Sees befinden sich zwei Badebuchten mit Sandstränden sowie einer Liegewiese. Ferner befinden sich hier eine Gastronomie sowie ein Servicegebäude mit Toiletten. Der Badebereich wird in der Badesaison von der DLRG bewacht.
Um den Hufeisensee verläuft ein Rundwanderweg. Im nördlichen Bereich des Sees wurde außerhalb der Badesaison noch bis 2014 Kies abgebaut.

## Abenteuerpark
Am Westufer des Hufeisensees wurde ein rund 1,5 Hektar großer Abenteuerpark mit einem Hochseilgarten angelegt, der von der Badebucht bis zur Halbinsel reicht. Der Hochseilgarten wurde im Frühjahr 2012 eröffnet.

## Renaturierung
2008 wurde der Bereich zwischen der Wietze und der westlich des Hufeisensees verlaufenden Straße renaturiert. Im Zuge der Maßnahme wurden ein Seitenarm der Wietze, der einseitig an die Wietze angebunden ist, Feuchtbereiche mit Röhrichten und Wiesen und Gehölzflächen als Lebensraum für Vögel, Amphibien und Libellen angelegt. Von einem erhöhten Aussichtspunkt aus kann der Bereich eingesehen werden. Die Uferböschungen der Wietze wurden teilweise abgeflacht.